# Dánsko na Letních olympijských hrách 1924
Dánsko se účastnilo Letní olympiády 1924 ve francouzské Paříži. Zastupovalo ho 89 sportovců (78 mužů a 11 žen) ve 13 sportech.

## Medailisté
| Medaile | Jméno                                    | Sport             | Soutěž                              |
| ------- | ---------------------------------------- | ----------------- | ----------------------------------- |
| Zlato   | Hans Jacob Nielsen                       | Box               | Muži lehká váha do 61,2 kg          |
| Zlato   | Ellen Osiier                             | Šerm              | Ženy fleret jednotlivci             |
| Stříbro | Thyge Petersen                           | Box               | Muži váha polotěžká do 79,4 kg      |
| Stříbro | Søren Petersen                           | Box               | Muži váha těžká nad 79,4 kg         |
| Stříbro | Edmund Hansen Willy Hansen               | Cyklistika        | Muži 2 000 m tandem                 |
| Stříbro | Frode Kirkebjerg                         | Jezdectví         | Jezdecká všestrannost – jednotlivci |
| Stříbro | Knud Degn Christian Nielsen Vilhelm Vett | Jachting          | Muži 6 m Class                      |
| Bronz   | Grete Heckscher                          | Šerm              | Ženy fleret jednotlivci             |
| Bronz   | Niels Larsen                             | Sportovní střelba | Muži 300 m puška tři pozice         |